# 泉佐野南出入口
泉佐野南出入口（いずみさのみなみでいりぐち）は、大阪府泉佐野市の阪神高速道路4号湾岸線の出入口。神戸･大阪市内（天保山）方面のみ出入口のあるハーフICである。りんくうタウンの最寄りの出入口の一つである。大阪市内・神戸方面に泉佐野本線料金所が併設されている。
ここで降りないと別料金の関西国際空港連絡橋（スカイゲートブリッジR）に行くか、関西空港自動車道に行くしかない。特に関西空港道では出られるインターチェンジがなく、阪和道の貝塚ICか泉南ICまで出られない。

## 道路
- 阪神高速4号湾岸線(4-22)

## 料金所

### 泉佐野本線料金所
- ブース数：7
  - ETC専用：2
  - 一般：5

## 案内板
- 4-22 泉佐野南出口　りんくうタウン　泉佐野港フェリー

## 接続する道路
- 大阪府道63号泉佐野岩出線
- 国道481号

## 周辺
- りんくうゲートタワービル
- りんくうプレジャータウンSEACLE
- りんくうプレミアムアウトレット
- りんくうタウン駅
- りんくう公園
- イオンりんくう泉南ショッピングセンター
- 泉南りんくう公園

## 隣
阪神高速4号湾岸線
(4-21) 泉佐野北出入口 - (4-22) 泉佐野南出入口/泉佐野TB（TBは北行のみ） - (4-23) りんくうJCT